# Důvěrný nepřítel
Důvěrný nepřítel (slovensky Dôverný nepriateľ) je slovensko-český film režiséra Karla Janáka z roku 2018. Slovenská kinopremiéra se konala 16. srpna 2018, v českých biografech nastala 30. srpna téhož roku.

## Synopse
V blízké budoucnosti jistá nadnárodní korporace finalizuje projekt tzv. inteligentního domu, zajišťujícího vysokou míru komfortu a bezpečnosti. Firma najme na dobu jednoho roku mladé novomanžele, pověřené dokončovacími pracemi na projektu. Je to programátor Andrej a sochařka Zuzana; oba se do objektu v horách nastěhují. Postupem času se ale v domě začnou dít divné věci; Zuzana, která je často sama doma, se cítí být domem sledována a není jasné, jestli dům někdo nehacknul; pohádka se tak postupně mění v noční můru.

## Výroba
Film byl natáčen v Praze a na Slovensku.

## Obsazení
| Gabriela Mihalčínová Marcinková | Zuzana                     |
| Vojtěch Dyk                     | Andrej                     |
| Zuzana Porubjaková              | Monika                     |
| Pavel Rímský                    | galerista                  |
| Roman Luknár                    | vyšetřovatel               |
| Ondřej Malý                     | soused Max                 |
| Vladimír „Ady“ Hajdu            | ředitel firmy Berka        |
| Romana Goščíková                | Andrea, Andrejova kolegyně |
| Tomáš Stopa                     | zloděj                     |
| Milan Bartalský                 | zloděj                     |
| Branislav Bystrianský           | taxikář                    |
| Karel Schůt                     | zdravotní bratr            |
| Hynek Čermák                    |                            |
| Matej Marušin                   | kurýr                      |
| Aleš Procházka                  | hlas domu                  |

## Citáty
| „               | Téma moderní inteligence se týká nás všech, ať chceme, nebo ne, proto jsem rád, že se podařilo tento projekt nakonec zrealizovat. Pro mne je to navíc nový žánr, takže o to větší výzva. | “ |
| — režisér Janák | |   |

| „                    | Důvěrný nepřítel byl pro mě malý zázrak. Od prvního přečtení scénáře, který je na česko-slovenské poměry velmi odvážný a originální, přes setkání s režisérem, kameramanem a herci až po samotnou realizaci. Ta sice nebyla vždy jednoduchá, ale po každém natáčecím dni jsem měla pocit, že vzniká něco výjimečného. A doufám, že ten pocit budou mít i diváci. | “ |
| — herečka Marcinková | |   |

## Recenze
- František Fuka, FFFilm  10 %[5]
- Mirka Spáčilová, iDNES.cz  55 %[6]
- Stanislav Dvořák, Novinky.cz  45 %[7]
- Kristina Roháčková, iROZHLAS  40 %[8]